# Mikky Ekko
John Stephen Sudduth (Shreveport, Louisiana, 17 december 1984), bekend onder zijn artiestennaam Mikky Ekko, is een Amerikaans muzikant en producer. Hij is vooral bekend van het nummer "Stay", een samenwerking met Rihanna, dat in meerdere landen een top 5-hit werd. Hij heeft onder zijn artiestennaam twee eigen albums uitgebracht, Time uit 2015 en Fame uit 2018.

## Levensloop
Ekko is de zoon van een prediker, waardoor hij tijdens zijn jeugd veel reisde door het zuiden van de Verenigde Staten. Hij woonde korte tijd in Tupelo, Mississippi, waar hij zoveel mogelijk inspiratie door gospel opdeed. Hierna verhuisde hij naar Nashville, Tennessee, en begon hier in bands te spelen. Ekko begon zijn carrière als songwriter voor andere artiesten, maar besefte dat hij zelf zanger wilde worden.

## Carrière

### 2009-2012: Vroege carrière
In 2009 ging Ekko een partnerschap aan met producer Tim Lauer en technicus Dan Hansen om een a-capella-versie van zijn nummer "Sedated" op te nemen. Dit leidde tot zijn eerste ep, getiteld Strange Fruit, die op 15 februari van dat jaar werd uitgebracht. Datzelfde jaar was hij ook op tournee met de groep Ten Out of Tenn, een wisselende groep singer-songwriters uit Nashville. De samenwerking met Lauer en Hansen werd voortgezet op de ep's Reds en Blues uit 2010.
Het nummer "Who Are You, Really?" van Reds trok de aandacht van de experimentele hiphopproducer Clams Casino, die voorheen met muzikanten als A$AP Rocky, Lil B en The Weeknd heeft gewerkt. Het nummer werd gebruikt in zes televisieseries; Teen Wolf, Ringer, Pretty Little Liars, True Blood, The Blacklist en Reign. De videoclip voor zijn tweede officiële single "Feels Like the End" werd op 25 september 2012 uitgebracht via YouTube. De volgende single "Pull Me Down", geschreven en geproduceerd door Ekko en Clams Casino, werd uitgebracht op 30 oktober 2012.

### 2012-2016: Doorbraak en debuutalbumTime
In november 2012 was Ekko te horen op het nummer "Stay", dat verscheen op het album Unapologetic van Rihanna. In 2013 werd dit nummer uitgebracht als single. Het nummer, geschreven door Ekko en Justin Parker, werd de eerste single van Ekko die de hitlijsten behaalde. In de Verenigde Staten kwam het tot de derde plaats, in het Verenigd Koninkrijk piekte het op de vierde plaats, en in de Nederlandse Top 40 en de Vlaamse Ultratop 50 werd het een nummer 3-hit. In totaal werd het in negentien landen een top 5-hit en werd het wereldwijd meer dan tien miljoen keer verkocht, waarmee het zijn meest succesvolle single is. In 2013 zong hij het nummer met Rihanna tijdens de Grammy Awards.
Ekko en Clams Casino werkten in de daaropvolgende jaren aan nummers voor Ekko's debuutalbum. Op 6 februari 2013 bracht hij zijn eerste officiële videoclip uit bij het nummer "Pull Me Down". Op 8 juli van dat jaar volgde de clip voor "Kids". Daarnaast schreef hij met Ryan Tedder en Brent Kutzle mee aan het nummer "We Remain", gezongen door Christina Aguilera voor de officiële soundtrack van de film The Hunger Games: Catching Fire.
Ekko's debuutalbum Time werd uitgebracht op 16 januari 2015 en bevat samenwerkingen met onder meer Benny Blanco, Ryan Tedder, Stargate, Dave Sitek (gitarist van TV on the Radio), Dennis Herring en Clams Casino. In maart 2015 werd "Smile", de eerste single van dit album, gebruikt in de trailer van de film Paper Towns. "Watch Me Rise", de tweede single, werd door Sky Sports gekozen als intromuziek bij hun uitzendingen van het Football League Championship. In april 2015 speelde hij "Smile" tijdens The Today Show.

### 2016-heden:Fame
In 2016 begon Ekko aan zijn volgende project, genaamd Fame. Het album is geproduceerd door Jay Joyce en opgenomen in Nashville. "Blood on the Surface" werd op 13 oktober 2017 uitgebracht als de eerste single van het album. Op 20 oktober kwam de tweede single "Light the Way" uit. Aan het begin van 2018 was hij op tournee met Børns en Charlotte Cardin. Op 2 november 2018 werd zijn tweede album Fame uitgebracht.

## Discografie

### Singles
| Single met eventuele hitnotering(en) in de Nederlandse Top 40 | Datum van verschijnen | Datum van binnenkomst | Hoogste positie | Aantal weken | Opmerkingen                                            |
| ------------------------------------------------------------- | --------------------- | --------------------- | --------------- | ------------ | ------------------------------------------------------ |
| Stay                                                          | 14-01-2013            | 23-02-2013            | 3               | 25           | met Rihanna / Nr. 3 in de Single Top 100 / Alarmschijf |

| Single met hitnotering(en) in de Vlaamse Ultratop 50 | Datum van verschijnen | Datum van binnenkomst | Hoogste positie | Aantal weken | Opmerkingen                                        |
| ---------------------------------------------------- | --------------------- | --------------------- | --------------- | ------------ | -------------------------------------------------- |
| Stay                                                 | 2013                  | 23-02-2013            | 3               | 23           | met Rihanna / Nr. 1 in de Radio 2 Top 30 / Platina |

### NPO Radio 2 Top 2000
| Nummer met noteringen in de NPO Radio 2 Top 2000 | '13  | '14 | '15  | '16  | '17  | '18  | '19  | '20  | '21  | '22-'23 | '24  |
| ------------------------------------------------ | ---- | --- | ---- | ---- | ---- | ---- | ---- | ---- | ---- | ------- | ---- |
| Stay (met Rihanna)                               | 1441 | 707 | 1000 | 1456 | 1778 | 1441 | 1708 | 1981 | 1900 | -       | 1786 |

1. ↑  Een '-' betekent dat het nummer niet was genoteerd en een vetgedrukt getal geeft de hoogste notering aan.
2. ↑  2013 was het eerste jaar met een notering voor dit nummer.

- Gemeinsame Normdatei: 1121705642
- International Standard Name Identifier: 0000 0003 9108 1071
- Library of Congress Control Number: no2012151000
- MusicBrainz: ff4fc9b6-bdcd-44ee-b053-c1ccbe47fe4b
- Virtual International Authority File: 147149066569465601696